# Friedrich Hendrix
Friedrich Hendrix (Aquisgrana, 6 gennaio 1911 – Proletarsk, 30 agosto 1941) è stato un velocista tedesco.

## Palmarès

### Olimpiadi
- Argento a Los Angeles 1932 nella staffetta 4×100 metri.